# Contea di Henderson (Illinois)
La contea di Henderson ( in inglese Henderson County ) è una contea dello Stato dell'Illinois, negli Stati Uniti. La popolazione al censimento del 2000 era di 8 213 abitanti. Il capoluogo di contea è Oquawka.